# ريتشية أفزلية
ريتشية أفزلية (الاسم العلمي:Ritchiea afzelii) هي نوع من النباتات تتبع جنس الريتشية من الفصيلة القبارية.